# Patricia García-Rojo
Patricia García-Rojo Cantón (Jaén, 24 de septiembre de 1984) es una escritora española, licenciada en filología hispánica por la Universidad de Jaén es profesora de lengua española y literatura desde 2008. Doblemente premiada con el Premio Gran Angular que concede anualmente la Fundación SM. En el año 2015 por su novela El mar y en 2023 con su novela El verano que llegaron los lobos. Además, fue finalista del mismo premio en 2013 y 2020 con Lobo: El camino de la venganza y El Asesino de Alfas, respectivamente.

## Influencia
Su obra está influenciada por las ideas de Platón y algunos de los autores de literatura fantástica e infantil como Jostein Gaarder o J. K. Rowling, su obra transmite pluralidad cultural.

## Obras literarias

### Novelas
- Saga Los Portales de Éldonon (2008-2014, Berenice)[9]
- Gris (2012)[10]
- Lobo: El camino de la venganza (2014, Gran Angular).[11] Premio Hache 2016.
- El mar (2015, Gran Angular).[12] Premio Gran Angular 2015.
- Las once vidas de Uria-ha (2017, Gran Angular)[13][14]
- La alacena (2018, El Duende verde, Anaya)
- Yo soy Alexander Cuervo (2019, Gran Angular)
- Saga El Asesino de Alfas (2020-2021, SM)
- Migraciones (2021, Oxford University Press)
- La última calle de Copenhague (2022, Algar)
- El verano que llegaron los lobos (2023, SM), Premio SM Gran Angular 2023.[15][16]

#### SagaLos Portales de Éldonon
Es una tetralogía publicada entre 2008 y 2014 de género fantástico que está dirigida a un público juvenil. La historia transcurre entre dos mundos, muestra de la influencia de Michael Ende o J. K. Rowling.
1. La fábrica creátor (2008, Berenice)[17]
2. Los cines somnios (2011, Berenice)[18]
3. La última musa (2013, Berenice)[19][20]
4. La sede de los imaginatos (2014, Berenice)[21][22]

#### Lobo: El camino de la venganza
La novela fue finalista del premio Gran Angular 2013, que ganó la novela Loba de Verónica Murguía, y resultó ganadora del premio Hache 2016 que anualmente organiza el ayuntamiento de Cartagena.

#### El mar
La novela se originó en un día de playa en Fuengirola, en relación con una posible inundación por la subida del nivel del mar. Desde está situación, a medio camino entre el mundo real y el imaginario, se generó la novela, con atractivos personajes alejados de tópicos que viven en los tejados y se dedican a rescatar tesoros del fondo marino, estableciendo relaciones entre ellos. La novela conjuga aventura, amor, fantasía y amistad. Está escrita en primera persona con una prosa sencilla, directa, con mucho ritmo y de forma poética, transmitiendo el mensaje de que la felicidad está al alcance del lector.
La novela, El mar, fue galardonada con el premio Gran Angular 2015 por ser «una obra que acredita desde la primera página una voz y una mirada propias. Porque defiende la búsqueda de la felicidad en las cosas sencillas», según el jurado.

Patricia, gracias también, por recordarme que el mundo no es tan lógico como podemos creer, por enseñarme a distinguir una luz donde no debía haberla o por pensar en caminos fáciles para ser feliz. La novela de Patricia, El mar, es un precioso alegato contra el pesimismo y está llena de luz y de verdad.
Letizia Ortiz, reina de España.

#### SagaEl Asesino de Alfas
La novela se originó tras una serie de sueños que la autora tuvo un verano. De esos sueños, desarrolló la idea para la novela. Desarrolla aventuras, fantasía y acción, que conectan con lector joven. Fue finalista del Premio Gran Angular 2020. La historia, que se desarrolla en Málaga, destaca la importancia de ser libre y defender firmemente las creencias personales. En 2023 gana el Premio Azagan del Cabildo de Tenerife.
1. El Asesino de Alfas[36]
2. La cámara del monarca[37]
3. El duelo de sucesión

### Novelas en Literatura infantil
- Serie La pandilla de la lupa (2016, El Barco de Vapor)
- La alacena (2018, Anaya)
- El secreto de Olga (2019, Anaya) Premio de Literatura infantil «Ciudad de Málaga» 2019.
- Serie Los Cazamisterios (2022-2023, Penguin Random House)
- Las Princesas Rebeldes 2. El misterio del palacio invisible, con Roberto Santiago (2022, Destino Infantil & Juvenil)
- Las Princesas Rebeldes 3. El misterio de los ninjas de la Media Luna, con Roberto Santiago (2022, Destino Infantil & Juvenil)
- Las Princesas Rebeldes 5. El misterio de Aurax, con Roberto Santiago (2023, Destino Infantil & Juvenil)

#### SerieLa pandilla de la lupa
Es una serie de literatura infantil que comenzó a publicarse en 2016 dentro de la colección El Barco de Vapor.
- Color verde ladrón (2016, El Barco de Vapor)[38]
- Color rojo culpable (2017, El Barco de Vapor)
- Color azul enemigo (2017, El Barco de Vapor)[13]
- Color morado traidor (2018, El Barco de Vapor)[39]
- Color amarillo suplantador (2019, El Barco de Vapor)
- Color naranja fisgón (2021, El Barco de Vapor)

#### SerieLos Cazamisterios
- El caso de las mascotas desaparecidas (2022)
- El caso del ladrón fantasma (2022)
- El caso del tren de la bruja (2023)

### Poesía
Su poesía es «sorpresiva, valiente, rompedora, en ella predomina la brevedad, el repente y el impulso imparable», presenta mucha luminosidad con la que realiza un homenaje a lo cotidiano del ser humano.
- Amar es aquí (2012, Torremozas)[41][42]

- El hombre, la casa, la luz (2014, Torremozas)[43]

- Con & versos. Poetas andaluces para el siglo XXI (2014, La isla de Siltolá)[44]

- Cumpleaños número 15 (2016, Torremozas)[45]

- El café de por las tardes (2018, UJA Editorial)[46]

### Artículos
- Cuando el amor es el motivo del viaje (2008, Adarve)[47]
- La primera vez que escribí una carta y la guardé en un bolsillo (2013, SM)[48]